# Barrio 2001 (Parla)
El Barrio 2001 es un barrio de la localidad madrileña de Parla situado en el distrito Noreste de la ciudad.

## Urbanismo
Barrio 2001 está formado mayoritariamente por vivienda unifamiliares, está ubicado entre el barrio de la ciudad de las Américas y C/Pinto muy cercano al centro comercial el Ferial, también forma parte de él una zona industrial llamada ciudad de Parla que se complementa con el Cerro del Rubal.

### Callejero
El nombre de las calles del Barrio 2001 , está formado generalmente por nombres de ciudades de países europeos. Siendo su estructura la siguiente:
| - Ciudades Europeas Urbanismo - C/ Milán - C/ Venecia - C/ Bolonia - C/ Génova - Av. de las comunidades Europeas - Ciudades Europeas Polígono - C/ París - C/ Londres - C/ Roma - C/ Berlín - C/ Lisboa - C/ Atenas - C/ Bruselas - C/ Ámsterdam - C/ Nantes - C/ Turín - AV. Cerro del Rubal |  | - Otras (Personas) - C/ Isabel Allende - C/ Rigoberta Menchú - C/ Honore de Balzac |

### Parques urbanos
Cuenta con zonas ajardinadas.